# Kevin Zegers

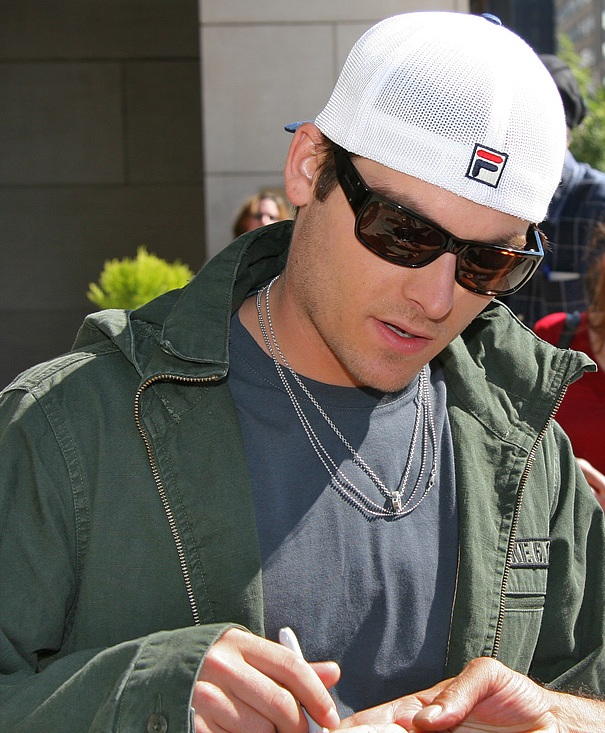
Kevin Zegers tại Liên hoan phim quốc tế Toronto 2008

Kevin Joseph Zegers (sinh ngày 19 tháng 9 năm 1984), là một diễn viên và người mẫu Canada.

## Tiểu sử
Zegers sinh ra tại Woodstock, Ontario, là con của Mary Ellen, một giáo viên, và James Zegers, một công nhân khai thác đá. Anh lớn lên ở Woodstock, tốt nghiệp Trường Trung học St. Mary vào năm 2002. Anh có 2 em gái, Krista và Katie, và cả hai đều là diễn viên. Zegers bắt đầu diễn xuất từ năm 6 tuổi và đã xuất hiện trong hơn 30 phim quảng cáo và làm người mẫu ở Luân Đôn. Ngoài việc diễn xuất, anh còn là người mẫu.

## Sự nghiệp
Zegers bắt đầu sự nghiệp biểu diễn vào lúc 6 tuổi, trong các quảng cáo. Anh bắt đầu đóng phim vào năm 7 tuổi, với một vai nhỏ trong bộ phim hài của Michael J. Fox Life with Mickey. Sau đó, anh đóng một số vai nhỏ, như vai diễn khách mời trong series phim truyền hình The X-files. Anh bắt đầu được biết đến qua vai diễn chính trong bộ phim Chú chó Buddy (Air bud, 1997). Bộ phim xoay quanh câu chuyện về một chú chó biết chơi bóng rổ. Sau đó, Zegers xuất hiện trong 3 phần tiếp theo, với thể loại phim tương tự, MVP: Most Valuable Primate (2000). Bộ phim nói về một con tinh tinh biết chơi khúc côn cầu.
Trong những năm 1997 và 2004, Zegers tham gia đóng trong rất nhiều bộ phim kinh dị Canada với kinh phí thấp, như Nico and the Unicorn (1998), Komodo (1999), và Wrong turn (2003). Anh còn xuất hiện trong series phim truyền hình Mỹ, Titans (2004). Vai diễn này đã được Aaron Spelling dành riêng cho anh. Anh cũng đã từng làm việc với Yasmine Bleeth trong một bộ phim làm vào năm 1999 It came from the sky.
Sau khi tham gia bộ phim làm lại Dawn of the Dead, anh có một vai diễn chính trong bộ phim được đề cử giải Academy Award Transamerica (2005), cùng với Felicity Muffman. Trong bộ phim này, Zegers đóng vai con trai đồng tính của một người chuyển giới. Vai diễn này của anh được đánh giá cao bởi một số nhà phê bình điện ảnh, và đã mang lại cho anh giải diễn viên trẻ triển vọng (Chopard Award) trong Liên hoan phim Cannes 2006.
Năm 2009, Zegers được chỉ định đóng vai Clyde Barrow trong bộ phim làm lại Câu chuyện của Bonnie và Clyde (The story of Bonnie and Clyde) cùng với Hilary Duff.

## Phim ảnh
| Năm  | Phim                                 | Vai diễn                    | Ghi chú           |
| ---- | ------------------------------------ | --------------------------- | ----------------- |
| 1997 | Air Bud                              | Josh Framm                  | Vai diễn đầu tiên |
| 1997 | A Call to Remember                   | Ben Tobias                  |                   |
| 1998 | Shadow Builder                       | Chris Hatcher               | Vai phụ           |
| 1998 | Air Bud: Golden Receiver             | Josh Framm                  | Vai chính         |
| 1999 | Treasure Island                      | Jim Hawkins                 | Vai phụ           |
| 1999 | It Came From The Sky                 | Andy Bridges                | Vai phụ           |
| 1999 | Four Days                            | Simon "The Kid"             | Vai chính         |
| 1999 | Komodo                               | Patrick Conally             | Vai chính         |
| 2000 | Air Bud: World Pup                   | Josh Framm                  | Vai chính         |
| 2000 | Time Share                           | Thomas Weiland              | Vai phụ           |
| 2000 | MVP: Most Valuable Primate           | Steven Westover             | Vai phụ           |
| 2001 | Sex, Lies & Obsession                | Josh Thomas                 | Vai phụ           |
| 2002 | Fear of the Dark                     | Dale Billings               | Vai chính         |
| 2002 | Air Bud: Seventh Inning Fetch        | Josh Framm                  | Vai phụ           |
| 2002 | Virginia's Run                       | Darrow Raines               | Vai phụ           |
| 2003 | Wrong Turn                           | Evan                        | Vai phụ           |
| 2003 | The Incredible Mrs. Ritchie          | Charlie                     | Vai chính         |
| 2004 | Dawn of the Dead                     | Terry                       | Vai phụ           |
| 2004 | The Hollow                           | Ian Cranston                | Vai chính         |
| 2004 | Some Things That Stay                | Rusty Murphy                | Vai phụ           |
| 2005 | Transamerica                         | Toby                        | Vai chính         |
| 2005 | Felicity: An American Girl Adventure | Ben Davidson                | Vai phụ           |
| 2006 | It's a Boy/Girl Thing                | Woody Deane                 | Vai chính         |
| 2006 | Zoom                                 | Connor Shepard / Concussion | Vai phụ           |
| 2007 | The Jane Austen Book Club            | Trey                        | Vai phụ           |
| 2007 | Normal                               | Jordie                      | Vai phụ           |
| 2007 | The Stone Angel                      | John                        | Vai phụ           |
| 2008 | Gardens of the Night                 | Frank                       | Vai phụ           |
| 2008 | The Narrows                          | Mike Manadoro               | Vai chính         |
| 2008 | Fifty Dead Men Walking               | Sean                        | Vai phụ           |
| 2010 | The Perfect Age of Rock 'n' Roll     | Spyder                      | Vai chính         |
| 2010 | Frozen                               | Dan                         | Vai phụ           |
| 2010 | The Story of Bonnie and Clyde        | Clyde Barrow                | Vai chính         |

### Lồng tiếng
| Năm         | Phim       | Vai lồng tiếng     | Anmerkung |
| ----------- | ---------- | ------------------ | --------- |
| 1994 — 1995 | Free Willy | Einstein (Dolphin) | TV-Series |

### Truyền hình
- 1992: Street Legal vai N/A (mùa 7 / tập 5)
- 1993: Life with Mikey vai Little Mikey
- 1994: Thicker Than Blood: The Larry McLinden Story vai Larry (1954)
- 1994: In the Mouth of Madness vai đứa trẻ
- 1995: Road to Avonlea vai Gordon Bradley (mùa 6 / tập 12)
- 1995: The Silence of Adultery vai Steven Harlett
- 1995: The X Files vai Kevin Kryder (mùa 3 / tập 11)
- 1996: Specimen vai Bart
- 1996: Murder on the Iditarod Trail vai Matthew Arnold
- 1996: Goosebumps vai Noah Thompson (mùa 2 / tập 13)
- 1996–1997: Traders vai Sean Blake (tập 7)
- 1997: Rose Hill vai Cole Clayborne at 13
- 1998: Nico the Unicorn vai Billy Hastings
- 1999: Twice in a Lifetime vai N/A (mùa 1 / tập 7)
- 1999: So Weird as Ryan Ollman (mùa 2/ tập 9)
- 2000: The Acting Class vai Lou Carpman
- 2000–2001: Titans vai Ethan Benchley (tập 11)
- 2003: Smallville vai Seth Nielson (mùa 3 / tập 7)
- 2004: House, M.D. vai Brendon Marell (mùa 1 / tập 3)

## Giải thưởng
| Năm  | Nhóm                  | Giải thưởng                                                               | Kết quả     | Ghi chú                    |
| ---- | --------------------- | ------------------------------------------------------------------------- | ----------- | -------------------------- |
| 1998 | Giải YoungStar        | Diễn viên trẻ xuất sắc nhất trong thể loại phim hài                       | Đề cử       | Air Bud                    |
| 1998 | Giải Young Artist     | Diễn viên xuất sắc — Diễn viên trẻ                                        | Chiến thắng | Air Bud                    |
| 1998 | Giải Young Artist     | Diễn viên phim truyền hình xuất sắc — Đồng giải diễn viên trẻ             | Đề cử       | Rose Hill                  |
| 1998 | Giải Young Artist     | Best Performance in a TV Movie/Pilot/Mini-Series — Supporting Young Actor | Đề cử       | A Call to Remember         |
| 1999 | Giải Young Artist     | Diễn viên xuất sắc — Diễn viên trẻ                                        | Đề cử       | Air Bud: Golden Receiver   |
| 2001 | Giải Young Artist     | Diễn viên xuất sắc — Diễn viên trẻ                                        | Đề cử       | MVP: Most Valuable Primate |
| 2006 | Liên hoan phim Cannes | Nam diễn viên triển vọng                                                  | Chiến thắng |                            |